# Огородников, Павел Иванович
Огородников, Павел Иванович (1837—1884) — российский писатель и путешественник, писавший о своем пребывании в странах Европы, Северной Америки и Персии. Член Комитета русских офицеров в Польше.

## Биография
Павел Иванович Огородников родился 24 сентября 1837 года. В 1855 году начал службу в армии Российской империи в шестом стрелковом батальоне. В 1857 году получает чин прапорщика, а позже, в 1860 году — должность поручика в Генеральном штабе. 14 июля 1862 года был арестован за участие в Комитете русских офицеров в Польше и 24 июля был передан военно-полевому суду, который приговорил его к немедленной отставке и годовому заключению в Модлинской крепости. Был освобожден 15 октября 1863 года в Варшаве. Оставшуюся часть жизни он путешествовал и служил техником на железных дорогах. 
В 1869 году оказался в США, где прожил несколько лет. Описал свои впечатления о жизни Соединенных Штатах в труде, вышедшем двумя изданиями под разными названиями: «От Нью-Йорка до Сан-Франциско и обратно в Россию» (1872) и «В стане свободы» (1882), в котором описал тяжелую жизнь эмигрантов, в том числе российских. В книгах Огородникова содержался также большой объем информации о крупнейших городах страны – Нью-Йорке, Чикаго, Сан-Франциско, где он жил среди русской диаспоры. Считается, что американские впечатления Огородникова легли в основу представления Ф. М. Достоевского о темных сторонах жизни в Америке, нашедшего отражение в высказываниях Шатова, одного из персонажей романа «Бесы». В трудах Огородникова резко критикуется решение российского правительства о продаже Аляски Соединенным Штатам, а также своекорыстная практика деятельности Российско-американской компании.
Павел Огородников умер 20 декабря 1884 года в Москве.

## Творчество
- «От Нью-Йорка до Сан-Франциско и обратно в Россию» (1872);
- «В стане свободы» (1882);
- «Из юго-восточного побережья Каспийского моря»;
- «На пути в Персию и прикаспийские провинции»;
- «Тревожные места»;
- «По Персии, путевые наблюдения и заметки»;
- «Страна солнца»;
- «С русским караваном в Сябзаваре».